# Ромеро, Маикро
Маикро Эусебио Ромеро Эскироль (исп. Maikro Eusebio Romero Esquirol, род. 9 декабря 1972 года, Гавана, Куба) — кубинский боксёр-любитель, олимпийский чемпион 1996 года и бронзовый призёр Олимпийских игр 2000 года, чемпион мира (1997) и Панамериканских игр (1999), призёр чемпионата мира и Панамериканских игр.